# Ciberterrorismo
El ciberterrorismo o terrorismo electrónico es el uso de medios de tecnologías de información, comunicación, informática, electrónica o similar con el propósito de generar terror o miedo generalizado en un grupo , población, clase dirigente o gobierno, causando con ello una violación a la libre voluntad de las personas. Los fines pueden ser principalmente políticos o religiosos, y los causantes pueden ser grupos terroristas aunque también gobiernos.